# Jean Kerguen
Jean Kerguen (ur. 23 sierpnia 1925 w La Chapelle-Caro, zm. 16 grudnia 2005 w Le Cannet) – francuski kierowca wyścigowy.

## Kariera
W wyścigach samochodowych Kerguen poświęcił się głównie startom zaliczanym do klasyfikacji Mistrzostw Świata Samochodów Sportowych. W latach 1957–1966 Francuz pojawiał się w stawce 24-godzinnego wyścigu Le Mans. Już w pierwszym sezonie startów stanął na najwyższym stopniu podium w klasie S 3.0. Sukces ten powtórzył w 1961 roku w klasie GT 4.0. W sezonie 1966 był najlepszy w klasie GT 2.0, a w klasyfikacji generalnej uplasował się na czternastej pozycji.